# Batavia (Nueva York)
Batavia es una ciudad ubicada en el estado estadounidense de Nueva York. Es la sede del condado de Genesee. Según el censo del año 2000 tenía una población de 16 256 habitantes y una densidad poblacional de 1195 personas por km².

## Geografía
Batavia se encuentra ubicada en las coordenadas 42°59′55″N 78°11′3″O / 42.99861, -78.18417. Según la Oficina del Censo, la ciudad tiene un área total de 13,6 km² (5,2 sq mi), de la cual 13,4 km² (5,2 sq mi) son tierra y 0.2 km² (0.1 sq mi) son agua.

## Demografía
Según el censo del año 2000, los ingresos medios por hogar en la localidad eran de $33 484 y los ingresos medios por familia eran $42 460. Los hombres tenían unos ingresos medios de $32 091 y las mujeres $23 289. La renta per cápita de la localidad era de $17 737. Alrededor del 10,2% de las familias y del 12,3% de la población estaban por debajo del umbral de pobreza.